# Rosema erdae
Rosema erdae är en fjärilsart som beskrevs av William Schaus 1933. Rosema erdae ingår i släktet Rosema och familjen tandspinnare. Inga underarter finns listade.